# Adranodoro
Adranodoro (ou Andranodoro) foi um genro do rei grego siciliano Hierão II de Siracusa do século III a.C., sendo casado com a filha de Hierão, Demarata. Ele foi um dos quinze guardiões nomeados por Hierão para aconselhar o neto e sucessor de quinze anos de idade, Hierônimo de Siracusa, após a morte de Hierão. Adranodoro demitiu os guardiões, dizendo que eles não eram necessários, e se tornou conselheiro principal de Hierônimo. Ele encorajou Hierônimo a mudar a lealdade de Siracusa de Roma para Cartago e conectar-se a Aníbal.
Hierônimo era um jovem rei notavelmente debochado, comparado por historiadores posteriores ao imperador romano Elagabalus . Ele foi assassinado por um bando de conspiradores, tendo governado por apenas treze meses. Após o assassinato de Hierônimo por Dinómenes, Andranodoro tomou a ilha e a cidadela com a intenção de usurpar o poder real; mas, encontrando dificuldades no caminho, julgou mais prudente entregá-las aos siracusanos e, por isso, foi eleito um de seus generais. Mas o povo de Siracusa desconfiou dele. Um comediante chamado Ariston, amigo de Andranodoro, relatou que o general havia confidenciado a ele que ele e Temisto (filho de Gelão) ainda estavam conspirando para tomar o poder soberano por si mesmos e massacrar os outros líderes da cidade. Os magistrados da ilha ordenaram que Andranodoro fosse morto, e assim ele foi atacado por soldados e assassinado logo depois, quando entrou no prédio do Senado, em 214.

O povo da ilha se levantou e exigiu justiça pelo assassinato de Andranodoro, mas seus assassinos, entre eles o soldado Sópatro, se defenderam descrevendo as intenções tirânicas de Andranodoro e alegando que os verdadeiros devassos de Hierônimo foram realmente perpetrados por Andranodoro. Além disso, que Andranodoro e Temisto haviam sido incitados a essa conspiração por suas esposas famintas de poder, neta e filha de Hierão. As esposas, incluindo outra filha de Hierão não relacionada a esse caso, foram mortas para apaziguar a fúria das pessoas que Sópatro havia despertado.